# Gösta Pettersson
Gösta Artur Roland Pettersson (ur. 23 listopada 1940 w Alingsås) – szwedzki kolarz szosowy i torowy, trzykrotny medalista olimpijski, czterokrotny medalista szosowych oraz brązowy medalista torowych mistrzostw świata.

## Kariera
Pierwszy sukces w Gösta Pettersson osiągnął w 1964 roku, kiedy zdobył brązowy medal w wyścigu ze startu wspólnego amatorów podczas szosowych mistrzostw świata w Sallanches. W zawodach tych wyprzedzili go jedynie dwaj Belgowie: Eddy Merckx oraz Willy Planckaert. Na rozgrywanych trzy lata później mistrzostwach świata w Heerlen wspólnie ze swymi braćmi: Sture, Erikiem i Tomasem zdobył złoty medal w drużynowej jeździe na czas. Wynik ten bracia powtórzyli na mistrzostwach świata w Montevideo w 1968 roku i rozgrywanych rok później mistrzostwach w Pradze. Ponadto wygrał także wyścig Dookoła Tunezji w 1964 roku, Dookoła Maroka w 1967 roku, Milk Race w 1968 roku, Tour de Romandie w 1970 roku oraz Giro d’Italia i Giro dell’Appennino w 1971 roku. W 1970 roku zajął trzecie miejsce w klasyfikacji generalnej Tour de France, za Merckxem i Holendrem Joopem Zoetemelkiem.
W 1960 roku wystartował na igrzyskach olimpijskich w Rzymie, gdzie w drużynowej jeździe na czas zajął piąte miejsce, a wyścigu ze startu wspólnego nie ukończył. Na rozgrywanych cztery lata później igrzyskach w Tokio był siódmy indywidualnie, a razem z Erikiem, Sture i Svenem Hamrinem zdobył w drużynie brązowy medal. Wystąpił też na igrzyskach w olimpijskich w Meksyku w 1968 roku, gdzie wspólnie z braćmi zdobył srebrny medal w drużynowej jeździe na czas, a w wyścigu ze startu wspólnego był trzeci. Wyprzedzili go tylko Włoch Pierfranco Vianelli oraz Duńczyk Leif Mortensen.
Startował także na torze, zdobywając między innymi brązowy medal w drużynowym wyścigu na dochodzenie podczas torowych mistrzostw świata w Montevideo. W zawodach tych partnerowali mu bracia Erik i Tomas, a także Josef Ripfel. W tej samej konkurencji, a także w wyścigu indywidualnym wystartował na igrzyskach w Meksyku, jednak w obu przypadkach nie dotarł do finału.

## Najważniejsze zwycięstwa
- 1970 – Tour de Romandie, Coppa Sabatini
- 1971 – etap i klasyfikacja generalna Giro d’Italia, Giro dell’Appennino